# أولاد رحمون (أولاد حسين)
أولاد رحمون هي إحدى مشيخات المملكة المغربية، تتبع جغرافيا و إداريا لإقليم الجديدة و لجماعة أولاد حسين. يقدر عدد سكانها بـ 10387 نسمة حسب الإحصاء الرسمي للسكان والسكنى لسنة 2004.